# معاملة المثليين في الكويت
حقوق المثليين في الكويت تعتبر المثلية الجنسية مجرمة على وجه التحديد، ويمكن مقاضاة مجتمع المثليين بموجب قانون «الفجور». ويواجه الأشخاص من مجتمع الميم وصمة عار بين السكان. كما أن الشركاء المثليون غير مؤهلين للحصول على الحماية القانونية المتاحة للأزواج المغايرين.

## قانونية النشاط الجنسي المثلي
يحتوي قانون العقوبات على بعض الأحكام العامة ضد «الفجور والفسق» التي يمكن استخدامها لمعاقبة مجتمع الميم.
- تعاقب المادة 193 من قانون العقوبات الفجور (التي تفسرها المحاكم على أنها تعني المثلية الجنسية بين الرجال) بالسجن لمدة تصل إلى 6 سنوات و قد تصل الى الاعدام.
- المادة 198 تحظر الفجور العام. في عام 2008، تم توسيع القانون ليحظر أيضًا «تقليد الظهور كشخص من الجنس الآخر» بغرامات أو السجن.[1]

في سبتمبر 2013، تم الإعلان عن موافقة جميع دول الخليج التعاونية على مناقشة اقتراح لإنشاء شكل من أشكال الاختبار، غير معروف حتى الآن، لمنع الأجانب المثليين من دخول أي من هذه الدول. ومع ذلك، فقد بسبب الاهتمام باستضافة كأس العالم لكرة القدم 2022 في قطر، والمخاوف من الجدل في حالة أن مشجعي كرة القدم قد تم فحصهم، جعل المسؤولين يتراجعون عن هذه الخطط ويصرون على أنها كانت مجرد اقتراح.
في عام 2017، قُبض على نجم وعارض الإنستغرام السعودي كينك لوكسي (بالإنجليزية: King Luxy)‏ في الكويت بزعم أنه أنثوي للغاية. أمضى أسبوعين في السجن قبل إطلاق سراحه.

## فيروس نقص المناعة البشرية/الإيدز
في عام 1988، نشرت وزارة الصحة العامة الكويتية تقريراً عن الإصابات بفيروس نقص المناعة البشرية في الكويت، وخاصة جنسية الشخص وحالته الزوجية وتوجهه الجنسي. في عام 2004، وجد تقرير للأمم المتحدة حول فيروس نقص المناعة البشرية في الكويت أن حوالي 6% من حالات انتقال العدوى المعروفة كانت نتيجة للاتصال الجنسي غير المحمي بين الرجال.
في عام 1992، حظر مجلس الأمة الكويتي انتقال فيروس نقص المناعة البشرية عن علم إلى شخص آخر.
يتم ترحيل الأجانب الذين يُكتشف أنهم مصابون بفيروس نقص المناعة البشرية/الإيدز او الشواذ، لكن يحق للمواطنين الكويتيين المصابين الحصول على رعاية طبية للمرضى، ينظمها مستشفى متخصص للأمراض المعدية.

## حركة حقوق المثليين في الكويت
لا توجد جمعية معروفة في الكويت للقيام بحملات من أجل حقوق المثليين أو تنظيم مناسبات تعليمية واجتماعية لمجتمع المثليين.
في عام 2007، ذكرت قناة العربية الإخبارية أن مجموعة من الكويتيين تقدموا بطلب للحصول على تصريح لتشكيل جمعية جديدة تدافع عن حقوق المثليين الكويتيين. يجب الموافقة على جميع مجموعات المصالح أو الأندية من قبل وزارة العمل والشؤون الاجتماعية، والتي لم ترد رسميًا أبدًا على الطلب.

## ملخص
| قانونية النشاط الجنسي المثلي                                                                  | (العقوبة: غير قانونية، و تمت مقاضاتها بموجب قانون "الفجور" مع عقوبة السجن لمدة تصل إلى 6 سنوات) |
| المساواة في السن القانوني للنشاط الجنسي                                                       | No                                                                                              |
| قوانين مكافحة التمييز في التوظيف                                                              | No                                                                                              |
| قوانين مكافحة التمييز في توفير السلع والخدمات                                                 | No                                                                                              |
| قوانين مكافحة التمييز في جميع المجالات الأخرى (تتضمن التمييز غير المباشر، خطاب الكراهية)      | No                                                                                              |
| قوانين مكافحة أشكال التمييز المعنية بالهوية الجندرية                                          | No                                                                                              |
| زواج المثليين                                                                                 | No                                                                                              |
| الاعتراف القانوني بالعلاقات المثلية                                                           | No                                                                                              |
| تبني أحد الشريكين للطفل البيولوجي للشريك الآخر                                                | No                                                                                              |
| التبني المشترك للأزواج المثليين                                                               | No                                                                                              |
| يسمح للمثليين والمثليات ومزدوجي التوجه الجنسي والمتحولين جنسيا بالخدمة علناً في القوات المسلحة | No                                                                                              |
| الحق بتغيير الجنس القانوني                                                                    | No                                                                                              |
| علاج التحويل محظور على القاصرين                                                               | No                                                                                              |
| الحصول على أطفال أنابيب للمثليات                                                              | No                                                                                              |
| الأمومة التلقائية للطفل بعد الولادة                                                           | No                                                                                              |
| تأجير الأرحام التجاري للأزواج المثليين من الذكور                                              | (غير قانوني للأزواج المغايرين كذلك)                                                             |
| السماح للرجال الذين مارسوا الجنس الشرجي التبرع بالدم                                          | No                                                                                              |